# Catania Bicocca
Catania Bicocca (wł. Stazione di Catania Bicocca) – stacja kolejowa w Katanii, w prowincji Katania, w regionie Sycylia, we Włoszech. Stacja znajduje się na linii Mesyna – Syrakuzy. Na tej stacji rozpoczyna się linia kolejowa do Palermo. Jest również największą stacją towarową na terenie Katanii.
Znajduje się tuż przy strefie przemysłowej w Katanii, na południowy zachód od lotniska Fontanarossa. Budynek dworca znajduje się na zachód od torów.
Według klasyfikacji RFI ma kategorię brązową.

## Linie kolejowe
- Linia Mesyna – Syrakuzy
- Linia Katania – Caltagirone – Gela
- Linia Palermo – Katania